# Фалин, Михаил Иванович
Фалин Михаил Иванович — слесарь Ленинградского завода полиграфических машин Министерства машиностроения.

## Биография
Фалин Михаил Иванович родился 9 января 1920 года в деревне Андреевсская, Ярославская область. Учился в обычной сельской школе. После переехал в Ленинград(ныне Санкт-Петербург), где поступил в ФЗУ.
В 1939 году Михаил участвовал в строительстве железной дороги Кушелевка-Выборг.
С 1940 года — участник Великой Отечественной войны. В 1945 году работал кино-радио-механиком политотдела дивизии войск противовоздушной обороны Балтийского флота.
Михаил Иванович был народным депутатом СССР от Всесоюзной организации ветеранов войны и труда в 1989—1991 годах.

## Награды
Указом Президиума Верховного Совета СССР за выдающиеся трудовые успехи, достигнутые в результате выполнения семилетнего плана, Фалину Михаилу Ивановичу было присвоено звание Героя Социалистического Труда.
- Орден Ленина(04.07.1966)
- Медаль «За боевые заслуги»(14.05.1945)[2].
- Медаль «За трудовую доблесть»(21.06.1957)